# Florian Raspentino
Florian Raspentino (* 6. Juni 1989 in Marignane) ist ein französischer Fußballspieler.

## Vereinskarriere

### In der Jugend (bis 2008)
Raspentino wurde 1989 als Sohn einer Französin und eines Algeriers geboren, wuchs in der Umgebung der südfranzösischen Metropole Marseille auf und begann 1996 bei einem Klub aus Vitrolles mit dem Fußballspielen. 2001 wechselte er in die Jugendabteilung eines Amateurvereins aus Gignac-la-Nerthe. Er offenbarte ein großes Talent, fiel den Verantwortlichen des AC Ajaccio auf und erreichte 2006 die Aufnahme in die Jugendabteilung des Zweitligisten. Allerdings blieb er dort lediglich sechs Monate, um anschließend wieder nach Gignac zurückzukehren.

### Vierte Liga (2008–2011)
Zu Beginn der Spielzeit 2008/09 gelang dem Offensivakteur der Wechsel von Gignac zum Viertligisten US Marignane, bei dem er sofort in die erste Mannschaft aufgenommen wurde. Er konnte sich behaupten und war Stammspieler, bis er 2010 zum ebenfalls viertklassigen RCO Agde ging. Die Saison 2010/11 in Agde lief besonders gut, Raspentino traf in 33 Ligapartien fünfzehn Mal und weckte so das Interesse höherklassiger Vereine. Im Juni 2011 unterschrieb der damals 22-Jährige beim Zweitligisten FC Nantes einen Einjahresvertrag und schaffte damit den Sprung in den Profifußball.

### Laufbahn als Profi (ab 2011)
Obwohl er nie dauerhaft der Jugendabteilung eines professionellen Vereins angehört hatte, erreichte Raspentino im Trikot von Nantes am 22. August 2011 bei einem 4:0-Erfolg gegen EA Guingamp sein Zweitligadebüt, wobei er von Beginn an auf dem Platz stand und in der 69. Minute zum 3:0 traf. Im weiteren Saisonverlauf verpasste er kaum eine Partie und war meist Bestandteil der Startelf. Dies erweckte das Interesse weiterer Klubs, die ihn aufgrund seiner kurzen Vertragslaufzeit im Sommer 2012 ablösefrei verpflichten konnten. Letztlich unterschrieb er bei Olympique Marseille und schaffte dadurch den persönlichen Aufstieg in die höchste nationale Liga. Zu seinem Erstligadebüt kam er, als er am 19. August 2012 bei einem 2:0-Sieg gegen den FC Sochaux unmittelbar vor Spielende eingewechselt wurde. Vier Tage darauf absolvierte er zum ersten Mal eine Partie in der Europa League, bei der er in der 62. Minute für Mathieu Valbuena auf den Platz kam. In der nachfolgenden Zeit musste er sich mit einer Reservistenrolle begnügen, wenngleich er regelmäßig im europäischen Wettbewerb spielen durfte. Insgesamt erhielt er aber so wenig Spielpraxis, dass im Januar 2013 der Beschluss fiel, ihn an den Erstligarivalen Stade Brest zu verleihen.

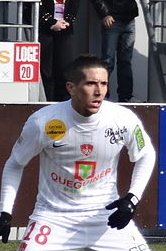
Raspentino im Trikot von Brest

Im Trikot von Brest erkämpfte er sich auf Anhieb einen Stammplatz, konnte am Saisonende allerdings den drohenden Abstieg nicht abwenden. Im Juni 2013 stand seine Rückkehr zu Marseille an, doch die Verantwortlichen beschlossen, ihn für die Spielzeit 2013/14 an den ebenfalls erstklassigen SC Bastia auszuleihen. In Bastia auf der Insel Korsika lief es nicht derart gut wie zuvor in Brest, da er zunächst nur Ersatzspieler war und sich kurz nach seinem Aufrücken in die Stammelf verletzte. Trotz allem sammelte er regelmäßig Spielpraxis und belegte mit Bastia am Ende den zehnten Tabellenrang.
Zur Saison 2014/15 stand seine Rückkehr nach Marseille an, doch stattdessen wechselte er zum Aufsteiger SM Caen, der ihn für eine Ablösesumme von 500.000 Euro fest zu sich holte. In der nachfolgenden Zeit wurde er regelmäßig aufgeboten, ohne fester Teil der ersten Elf zu sein. Bereits im Januar 2015 verließ er Caen vorläufig wieder, da er zum Zweitligisten FCO Dijon verliehen wurde. Im nachfolgenden Sommer kehrte er zunächst nach Caen zurück, wurde kurz vor Ende der Transferperiode am 31. August 2015 jedoch an den Erstligarivalen SC Bastia von der Insel Korsika abgegeben. Bei diesem kam er anfänglich zu Einsatzzeiten, verpasste dann jedoch die gesamte Rückrunde der Spielzeit 2015/16. Nach der Saison 2016/17 endete sein Vertrag und er war fast ein halbes Jahr ohne Verein. Im Dezember 2017 gab dann der belgische Erstligist KAS Eupen die Verpflichtung Raspentinos bekannt. Doch schon zur nächsten Saison schloss er sich dem FC Valenciennes in der Ligue 2 an. Hier erzielte er 11 Tore in 28 Ligaspielen und wechselte im Sommer 2019 weiter zu Grenoble Foot. Ein Jahr später schloss er sich dann wieder seinem ehemaligen Verein SC Bastia an, der mittlerweile nur noch drittklassig spielt. Im Sommer 2021 verließ er den Sporting Club und schloss sich dem FC Bastia-Borgo an.

## Nationalmannschaft
Dank der algerischen Herkunft seines Vaters ist Raspentino neben der französischen für die algerische Nationalelf spielberechtigt. Der Spieler hatte sich frühzeitig bereit erklärt, international für die Auswahl des nordafrikanischen Landes auf dem Platz zu stehen. Nationaltrainer Vahid Halilhodžić beobachtete ihn im März 2012 im Rahmen einer Zweitligabegegnung und traf daraufhin die Aussage, dass der Stürmer noch nicht die Kriterien für eine Nominierung erfülle. Bei dieser Haltung verblieb Halilhodžić bis zu seinem Rücktritt im Jahr 2014.